# Caudinska passen
Caudinska passen är ett bergspass nära antikens Caudium (dagens Montesarchio) i Samnium, syditalien. Passen ligger nära Benevento i Kampanien. Passen är mest kända för slaget vid caudinska passen år 321 f.Kr. då en romersk invasionsstyrka blev fångad i passet och tvingades gå under ett ok (jugum), en procedur som ansågs vara mycket förödmjukande. Caudinska passen är ett ortnamn som minner om det samnitiska folket caudier.